# Sergio Arias
Sergio Arias (* 27. Februar 1988 in Los Mochis, Sinaloa), nach seinem Geburtsort auch bekannt unter dem Spitznamen El Mochis, ist ein ehemaliger mexikanischer Fußballspieler auf der Position des Torwarts.

## Laufbahn
„El Mochis“ Arias begann seine fußballerische Laufbahn in den Nachwuchsabteilungen des Club Deportivo Guadalajara, bei dem er auch seinen ersten Profivertrag erhielt. Allerdings hat Arias bis heute keinen Einsatz in der ersten Mannschaft absolviert, sondern nur in dessen Farmteams oder anderen Vereinen der zweiten Liga.
Seinen bisher größten Erfolg feierte Arias mit der Juniorennationalmannschaft Mexikos, mit der er die Juniorenweltmeisterschaft 2005 gewann. „El Mochis“ hütete das Tor in allen sechs Begegnungen der Mexikaner und blieb viermal ohne Gegentor. Lediglich im letzten Gruppenspiel gegen die Türkei (1:2) und im Viertelfinale gegen Costa Rica (3:1 n. V.) musste Arias insgesamt dreimal hinter sich greifen.
Seinen größten Erfolg auf Vereinsebene verzeichnete „Mochis“ in der Saison 2013/14 mit den Alebrijes de Oaxaca. Zum einen erreichte er in beiden Halbjahresturnieren die Halbfinals. Außerdem schlossen die Alebrijes die Apertura 2013 als Superlíder ab und qualifizierten sich in der Clausura 2014 für das Finale um den mexikanischen Pokalwettbewerb. Dieses wurde 0:3 gegen den Erstligisten UANL Tigres verloren. Arias stand bei dieser Niederlage nicht im Tor, sondern wirkte lediglich in dem am 11. März 2014 ausgetragenen Pokalspiel gegen seinen späteren Verein Lobos de la BUAP (4:0) mit.

## Erfolge

### Verein
- Mexikanischer Pokalfinalist: Clausura 2014

### Nationalmannschaft
- Fußball-Juniorenweltmeister: 2005